# Саксонсько-Лужицькі низовини
Саксо́нсько-Лу́жицькі низови́ни (317) — фізико-географічна підпровінція на кордоні південно-західної Польщі та східної Німеччини, що становить південну частину Середньоєвропейської рівнини. У регіоні переважають піщані виноси судетських річок: Ниси-Лужицької, Бубру і Квіси. Тут переважають соснові бори. Багаті родовища міді (Мідний басейн Легниця-Глогув) в районі передсудетської монокліналі.
У Польщі Саксонсько-Лужицькі низовини поділяються на 3 макрорегіони та 7 мезорегіонів:
(317.2) Нижньолужицька западина
(317.23) Засецька котловина
(317.4) Лужицька височина
(317.46) Мускауський хребет
(317.7) Сілезько-Лужицька низовина
(317.74) Нижньосілезькі бори
(317.75) Шпротавська рівнина
(317.76) Любінська височина
(317.77) Легницька рівнина
(317.78) Хойновська рівнина